# Ред и закон: Одељење за специјалнe жртве (5. сезона)
Пета сезона серије Ред и закон: Одељење за специјалне жртве је премијерно емитована на каналу НБЦ од 23. септембра 2003. године до 18. маја 2004. године и броји 25 епизода. Ове сезоне је емитовање серије померено у уторак од 22 часа. Кејси Новак, ПОТ са најдужим стажом у јединици, уведена је у петој епизоди када се Дајен Нил придружила главној постави како би попунила празнину насталу одласком Стефани Марч.

## Продукција
Рани извештаји о томе да Стефани Марч напушта главну поставу на крају 4. сезоне указују на то да су прве епизоде 5. сезоне написане ако не и снимљене у мају 2003. године.
Шеста епизода "Присила" приказује Елиота Стаблера и Џорџа Хуанга који се сукобљавају око тога како да дођу до шизофреног човека. Џонатан Грин, који је написао епизоду, рекао је да је Нил Бир „усадио свима нама ову очараност како ум функционише и везу где се ум и закон укрштају“.
Током интервјуа 2012. године за емисију Медијски хаос, Нил Бир је открио да је најконтроверзнија епизода у његовој каријери дошла у петој сезони. О епизоди „Дом” рекао је: „Никад нисам сањао да ћу добити толико поште пуне мржње” и објаснио да „децу која иду у приватне или државне школе види много људи и то је сигурносна мрежа”.
Деветнаеста епизода "Болест" била је лабаво заснована на наводима о злостављању деце против Мајкла Џексона. Сценаристкиња Дон Денун није се сложила са пресудом на суђењу Џексону па је одлучила да напише епизоду на основу своје перцепције и рекла: „Правда није задовољена у правој судници па сам је у овој причи бар некако задовољила“.
У случају из стварног живота на који се Денунова позвала, докази који нису уведени у суђењу 2005. уведени су на два саслушања пороте 1994. након грађанског поравнања за грађански поступак. Обе пороте су распуштене након неколико недеља и нису подигле оптужницу против Џексона тврдећи да докази не одговарају опису тужиоца и наводећи недостатак других доказа.
Током снимања пете сезоне, ОСЖ још увек није имао своју судницу. На снимку из 2011. године, Дајен Нил открива да су редитељи још увек користили судницу серије Ред и закон. Присетила се „на ово снимање ме сећа то како сам се пробудила у цик зоре у суботу када нису користили студио и снимала у судници двадесет два сата“.

## Глумачка постава
Стефани Марч (ПОТ Александра Кабот) напустила је главну поставу након четврте епизоде, а њен лик је "убијен" и стављен у програм заштите сведока. Преокрет у последњем тренутку да њен лик преживи потврђен је као начин да се њеном лику омогући даље појављивање. Кристофер Мелони се нашалио да "Дик Волф увек има аверзију према убијању својих људи. Он им даје врата, а не метак. За разлику од Породице Сопрано где имаш среће ако извучеш живу главу."
Дајен Нил (која је претходно гостовала у 10. епизоди 3. сезоне „Подсмех“ као силоватељка) придружила се главној постави касније као Кејси Новак, практичнија и уобичајенија ПОТ од Алекс Кабот. У изјави преко е-поште, Нилова је написала: „Нисам имала појма да ли сам се добро показала на аудицији, али сам имала среће да добијем улогу. Када је описивала свој лик, Нилова је рекла: „Увек сам ходала као да ми је непријатно у штиклама па је тако било и Новаковој“.

## Улоге

### Гавне
- Кристофер Мелони као Елиот Стаблер
- Мариска Харгитеј као Оливија Бенсон
- Ричард Белзер као Џон Манч
- Стефани Марч као ПОТ Александра Кабот (Епизоде 1-4)
- Дајен Нил као ПОТ Кејси Новак (Епизоде 5-25)
- Ајс Ти као Фин Тутуола
- Б. Д. Вонг као др. Џорџ Хуанг
- Ден Флорек као Дон Крејген

### Епизодне
- Тамара Тјуни као др. Мелинда Ворнер (Епизоде 4-5, 10-15, 19-24)

## Епизоде
| Бр. у серији | Бр. у сезони | Наслов             | Редитељ           | Сценариста                           | Премијерно емитовање | Прод. код | Гледаоци у САД-у (милиони) |
| --- | ------------ | ------------------ | ----------------- | ------------------------------------ | -------------------- | --------- | -------------------------- |
| 92 | 1            | "Трагедија"        | Дејвид Плат       | Аманда Грин                          | 23. септембар 2003.  | E4403     | 13.23                      |
| Аника Бергерон, жена у поодмаклој трудноћи је отета када је била близу термина за порођај. Више осумњичених је откривено када се сазнало да се отац детета Днијел Лестер виђа са новом девојком Мелиндом Гренвил и да је њена мајка Роуз одлучила да се побрине да та веза траје. |              |                    |                   |                                      |                      |           |                            |
| 93 | 2            | "Маничан"          | Гај Норман Би     | Патрик Харбинсон                     | 30. септембар 2003.  | E4401     | 11.50                      |
| Детективи Бенсонова и Стаблер откривају да је наводна жртва вршњачког насиља која је побила двоје заправо била починилац. Када су сазнали за дечакове психијатријске проблеме мајке, екипа схвата да је одговорна и једна велика фармацеутска кућа. |              |                    |                   |                                      |                      |           |                            |
| 94 | 3            | "Мајка"            | Тед Кочев         | Лиса Мери Питерсен и Дон ДеНун       | 7. октобар 2003.     | E4404     | 12.90                      |
| Психијатарка је замало погинула пошто је нападнута - вероватно ју је напао неки њен болесник, али она одбија да открије податке због лекарско-болесничке повластице. Два болесника постају осумњичени. За једног је недавно пуштен из затвора после хапшења због оптужбе да је низни силоватељ пошто је доказано да није. Други је студент који пати од фугу стања. Његова јако забринута сестра даје трагове његовом осећајном стању на које је утицало то што је био истраумиран. На крају, детективи Бенсонова и Стаблер проналазе везу између напада, злостављања у детињству и нерешеног спора. |              |                    |                   |                                      |                      |           |                            |
| 95 | 4            | "Губитак"          | Константин Макрис | Мишел Фејзкас и Тара Батерс          | 14. октобар 2003.    | E4402     | 12.65                      |
| Алекс Кабот увалила се до гуше док је водила оптужницу за силовање и убиство агенткиње на тајном задатку. Уз помоћ доушника, детективи су сазнали да је убица Рафаел Запата Гавириа, моћни трговац дрогом који ради за познатог међународног нарко боса Цезара Велеза. Када је одбила да одступи, картел је запретио да ће убити Каботову и њену породицу због чега је она ушла у заштиту сведока. |              |                    |                   |                                      |                      |           |                            |
| 96 | 5            | "Случајно откриће" | Константин Макрис | Лиса Мери Питерсон и Дон ДеНун       | 21. октобар 2003.    | E4408     | 11.80                      |
| Дерматолог је осумњичен да је побио бебу и мајку. Када је пристао на испитивање очинства, детективи су остали изненађени када су сазнали да се његова ДНК подудара са ДНК низног злостављача деце који је наносио мед на свој пенис. Детективи Бенсонова и Стаблер ускоро проналазе жртву која се сећа злостављања. Нова ПОТ, Кејси Новак, тешко прихвата природу злочина и тражи да буде премештена. |              |                    |                   |                                      |                      |           |                            |
| 97 | 6            | "Приморан"         | Џин де Сегонзек   | Џонатан Грин                         | 28. октобар 2003.    | E4409     | 12.10                      |
| Бескућник и шизофреничар у очају да види свог сина отео је другог дечака из кревета у току ноћи. Када га је напао тај човек, детектив Стаблер почиње да размишља о чиниоцима који су га изазвали. Ова истрага открива још злочина у дому за старије. |              |                    |                   |                                      |                      |           |                            |
| 98 | 7            | "Избор"            | Дејвид Плат       | Патрик Харбинсон                     | 4. новембар 2003.    | E4411     | 13.20                      |
| Човек је ухапшен због напада на трудницу у знак просведа јер је она пила током трудноће. Детективка Бенсон открива да је она и претеривала у алкохолу и током претходне трудноће. Човек позива супругу на породични суд и оптужује је да је угрозила фетус указујући је на ризик од развоја тровања алкохолом. |              |                    |                   |                                      |                      |           |                            |
| 99 | 8            | "Грозота"          | Алекс Закрзуски   | Мишел Фејзкас и Тара Батерс          | 11. новембар 2003.   | E4410     | 12.99                      |
| Хомосексуалац модел скупине сексуалног поновног образовања пронађен је убијен. Након избацивања месног фундаменталисте, детективи усмеравају своју пажњу на тезу жртве о неуспех скупина сексуалног поновног образовања. Пронађен је и професор који има нефункционални однос с својим сином. |              |                    |                   |                                      |                      |           |                            |
| 100 | 9            | "Управљање"        | Тед Кочев         | Синопсис: Нил Бир Сценарио: Дик Волф | 18. новембар 2003.   | E4413     | 13.94                      |
| Детективи Бенсонова и Стаблер саслушавају сведока који је видео поремећеног човека како се тетура кроз подземну железницу. Жртва ускоро постаје осумњичени када је откривено да је отимао жене, правио од њих "невесте" и присиљавао их да живе у тамници. Међутим, пре него што су стигли да га ухапсе, мајка једне од његових бивших жртава успела је да га убије. Жртва тврди да је кривично дело пријавила пре четири године и да је узела закон у своје руке јер јој детективка Бенсон није веровала.                                                                                           |              |                    |                   |                                      |                      |           |                            |
| 101 | 10           | "Протресенa"       | Константин Макрис | Аманда Грин                          | 25. новембар 2003.   | E4414     | 13.14                      |
| Када је пронађено нестало дете које показује знаке оштећења мозга, детектив Стаблер и капетан Крејген сумњају да ју је педофил претукао. Међутим, они ускоро откривају како је дете боловало од синдрома протресене бебе што их наводи да посумњају на мајку, дадиље и мајчиног дечка. Када је дете касније пало у кому, детектив Стаблер од мајке тражи да остави по страни било какве страхове од оптужби са којима може да се суочи и да учини праву ствар. |              |                    |                   |                                      |                      |           |                            |
| 102 | 11           | "Бекство"          | Џин де Сегонзек   | Барби Клигмен                        | 2. децембар 2003.    | E4415     | 13.65                      |
| Када је осуђени сексуални преступник заједно са још једним затвореником изашао из затвора у Вирџинији, детективи се плаше да ће доћи у Њујорк да тражи своју бившу жртву. Оливија се састаје са замеником шерифа из своје прошлости како би сазнала прави разлог посете осуђеника. |              |                    |                   |                                      |                      |           |                            |
| 103 | 12           | "Братство"         | Џин де Сегонзек   | Хозе Молина                          | 6. јануар 2004.      | E4412     | 15.40                      |
| Вођа месног братства је мучен и убијен. Детективи повезују злочин са порнографском интернет-страницом која приказује студенткиње у месној кафани. Детективи откривају да је једна од браће из братства острацизиран и наводно силован и откривају још ужасније појединости о разним хитујским обредима. Сукоб користи настаје на суду јер вођу ланца мучитеља заступа отац покојника. Истрага такође има још једну препреку јер браћа одбијају да разговарају. |              |                    |                   |                                      |                      |           |                            |
| 104 | 13           | "Мржња"            | Дејвид Плат       | Роберт Нејтан                        | 13. јануар 2004.     | E4416     | 14.00                      |
| Екипа се нашла на танком леду када је један човек побио два Арапина (и трећег док је био у притвору) и тврди да су његови гени и биологија увели мржњуга насиље у њему. Међутим, детективи Бенсонова и Стаблер откривају другачији разлог за ењгову исламофобију па су одучили да прикажу његове тврдње о генетској предиспозицији насиља непоуздане. |              |                    |                   |                                      |                      |           |                            |
| 105 | 14           | "Обред"            | Ед Бјанки         | Рут флечер Гејџ и Кристос Н. Гејџ    | 3. фебруар 2004.     | E4406     | 13.81                      |
| Један младић је убијен на обредни начин који Фин препознаје као сантеријски па детективи разговарају са вођом о тамошњем поглављу. Међутим, њихова пажња се окреће ка нечем другом када су сазнали да је жртва била једна од много рођене деце прокријумчарених из Нигерије. |              |                    |                   |                                      |                      |           |                            |
| 106 | 15           | "Породице"         | Константин Макрис | Џонатан Грин                         | 10. фебруар 2004.    | E4419     | 12.89                      |
| Када је трудна девојка у пубертету убијена, детективи откривају да је била у вези са дечком коме му родитељи забранили да је виђа. Када екипа проверила родитеље момка, мајку жртве и млађег брата, сазнали су велику породичну тајну. |              |                    |                   |                                      |                      |           |                            |
| 107 | 16           | "Дом"              | Рик Валас         | Аманда Грин                          | 17. фебруар 2004.    | E4420     | 14.37                      |
| Младић пронађен како копа по контејнерима доводи до параноичне и превише заштитнички настројене мајке. Случај је добио преокрет када је момак касније пронађен мртав, а његов старији брат признао да га је убио. |              |                    |                   |                                      |                      |           |                            |
| 108 | 17           | "Злоба"            | Константин Макрис | Мишел Фејзкас и Тара Батерс          | 24. фебруар 2004.    | E4421     | 14.42                      |
| Силеџија социопата у приватној средњој школи мучила је и убила своју другарицу. Њене друге две најбоље другарице је изгледа штите током истраге. Међутим, детективи откривају да су оне саучеснице у убиству и да себе штите. Оливија се препознала са једном гојазном девојчицом коју су годинама малтретирале ове четири девојчице. |              |                    |                   |                                      |                      |           |                            |
| 109 | 18           | "Немар"            | Стив Шил          | Патрик Харбинсон                     | 2. март 2004.        | E4422     | 12.50                      |
| Када је дете умрло због верског обреда, Фин и Манч откривају тајанствену шему насиља, злостављања и убистава у једној хранитељској породици. Социјални радник суочава се са оптужбама због неуспеха да заштити дете иако је то у ствари пренатрпан састав није успео. |              |                    |                   |                                      |                      |           |                            |
| 110 | 19           | "Болест"           | Дејвид Плат       | Дон ДеНун                            | 30. март 2004.       | E4423     | 15.55                      |
| Споразум о неоткривању доводи до тога да су два родитеља одбили да доведу дете на испитивање у вези са осумњиченим злостављачем деце. Такође је откривено да је бака, у нади да ће добити милионе као одштету, одлучила да тражи истог човека и лажно га оптужи за сличне злочине против своје унуке користећи снимке које је пронашла у раду. |              |                    |                   |                                      |                      |           |                            |
| 111 | 20           | "Лоудаун"          | Џад Тејлор        | Роберт Нејтан                        | 6. април 2004.       | E4424     | 12.60                      |
| Тужилац је пронађен мртав са ХИВ-ом у организму. Сумња се окреће ка другом правнику који је тајно био у полном односу са својом сарадницом. Кејси Новак доводи свој посао у питање и укључује супругу осумњиченог како би добила признање. |              |                    |                   |                                      |                      |           |                            |
| 112 | 21           | "Злочин"           | Алекс Закрзуски   | Роберт Нејтан                        | 20. април 2004.      | E4425     | 12.82                      |
| Професор криминологије који је издржао казну за убиство жене када је имао 19 година налази се међу осумњиченима за силовање и убиство једне дипломке. Његова ћерка каже да је он добар човек, али капетан Крејген који га је хапсио у изворном случају убиства одбија да верује да је рехабилитован. Након погрешне пресуде, ОСЖ схвата да је прави починилац други студент који је убиство починио због љубоморе. |              |                    |                   |                                      |                      |           |                            |
| 113 | 22           | "Безболно"         | Хуан Џ. Кампанела | Џонатан Грин                         | 27. април 2004.      | E4426     | 12.78                      |
| Један заступник оспорава закон о помагању у самоубиству у случају ембриолога са оштећеним слухом чија је интернет страница охрабрила жене да се убију. Жена која је преживела покушај самоубиства тврди да је силована, а касније је починила самоубиство леком. Манча случај занима због личних разлога. |              |                    |                   |                                      |                      |           |                            |
| 114 | 23           | "Веза"             | Константин Макрис | Барби Клигмен                        | 4. мај 2004.         | E4427     | 13.04                      |
| Дављење старије жене доводи до случаја масовног убиства у старачком дому у власништву брата и његове сестре болничарке. |              |                    |                   |                                      |                      |           |                            |
| 115 | 24           | "Отров"            | Дејвид Плат       | Мишел Фејзкас и Тара Батерс          | 11. мај 2004.        | E4428     | 12.28                      |
| Четворогодишња девојчица се онесвестила после чега је примљена у болницу јер је имала велику количини детрџента у желуцу. Њена седмогодишња сестра открива да је њихова мајка присилила дете да га пије, али судија одбацује сведочење сестре. Новакова и Кларк истражују судију због погрешног вођења ранијег случаја злостављања детета у којем је лажно затворио жену. |              |                    |                   |                                      |                      |           |                            |
| 116 | 25           | "Глава"            | Хуан Џ. Кампанела | Лиса Мери Питерсен и Дон ДеНун       | 18. мај 2004.        | E4418     | 18.36                      |
| Против једног човека је покренута истрага због скривања видео камере у јавном тоалету због сексуалног задовољства. Да би избегао суђење, он открива оптужујући снимак. На снимку, директор основне школе врши кривично дело силовања ученика у јавном тоалету. |              |                    |                   |                                      |                      |           |                            |